# Конституция Румынии
Конституция Румынии — основной закон румынского государства, устанавливающий его общие принципы, права и обязанности граждан. Принята Конституционной ассамблеей 21 ноября 1991, одобрена референдумом и вступила в силу 8 декабря 1991.
Новая конституция заменила предыдущую редакцию 1965 года Социалистической Республики Румыния.

## Структура
Действующая конституция содержит 158 статей, разделённых на 8 частей:
1. Общие принципы
2. Основные права, свободы и обязанности
3. Органы государственной власти
4. Экономика и публичные финансы
5. Конституционный суд
6. Евроатлантическая интеграция
7. Пересмотр Конституции
8. Заключительные и переходные предписания

## История
Первая конституция Королевства Румыния была принята 1 июля 1866. После Великого объединения 1918 года её заменила конституция от 29 марта 1923. В 1938 году она была аннулирована Каролем II, а затем восстановлена с падением диктатуры Антонеску в 1944 году.
Новая конституция коммунистической Румынии, принятая в 1948 году, взяла за основу советскую модель. Последующие изменения в неё были внесены в 1952 и 1965 годах. С падением коммунистического режима в 1989 году большая часть документа 1965 была аннулирована. В 1991 году её заменил новый текст, который с поправками 2003 года является действующим законом современной Румынии.